# Kavárna Anděl
Kavárna Anděl byla kavárna v Brně na ulici Gorkého 34. Kavárna zároveň sloužila jako tréninkové pracoviště pro lidi s lehkým mentálním postižením.

## První otevření
Kavárna byla poprvé otevřena v červnu v roce 2008, ovšem na konci roku 2013 byl její provoz ukončen. Provozovatelem kavárny byla Diecézní charita Brno. Důvody uzavření byly ekonomické, kavárna si na sebe nedokázala vydělat.
Po celou dobu sloužila jako tréninkové pracoviště pro lidi s lehkým mentálním postižením, v kavárně probíhala sociální služba Sociální rehabilitace – Kavárna Anděl. Klienti služby pod vedením asistentek mohli získávat a rozvíjet své sociální, komunikační a pracovní kompetence, které jim umožňují překonávat každodenní reálné situace a zvýšit jejich uplatnitelnost na trhu práce. Po zavření kavárny pro veřejnost sociální služba v prostoru pokračovala i nadále formou nácviků a tréninků.
V roce 2011 kavárna získala Zvláštní cenu Kávové komory České republiky z Týdne kávy Brno 2011.

## Druhé otevření
V únoru 2015 byla Kavárna Anděl znovu otevřena pro veřejnost, tentokrát se jejím provozovatelem stal Alexandr Průša (dříve Café Paradigma). Diecézní charita Brno se stala partnerem kavárny. Sociální rozměr kavárny zůstal zachován, i nadále sloužila jako tréninkové pracoviště pro lidi s lehkým mentálním postižením a i nadále zde probíhá sociální služba sociální rehabilitace.
V srpnu 2022 provoz kavárny skončil.

## Kultura
Prostor kavárny sloužil též jako místo pro různé kulturní akce, jako jsou vernisáže, výstavy fotografií a maleb, menší divadelní představení, autorská čtení, herní večery a podobně. Kavárna se účastnila Brněnského Lunaparku, Týdne kávy, konaly se zde akce festivalu divadelníBAF! a podobně.
Každý čtvrtek probíhá Herní večer ve spolupráci s Planetou her, kdy se v kavárně hrají deskové či strategické hry.

## Interiér a logo
Kavárna sídlila v suterénu domu Chráněného bydlení sv. Michaela na ulici Gorkého 34. Její interiér navrhl ateliér Marka Jana Štěpána, který například navrhl Café faru Klentnice.
Interiér kavárny nebyl zcela omítnut, na některých místech byly vidět podepsané cihly ze sbírky Brněnská cihla, ze které bylo částečně financováno první otevření kavárny. Omítnuté zdi mají zelenou a bílou barvu. Barový pult je z tmavého dřeva, do kterého je laserem vytvořen motiv anděla sedícího u hrnku horké kávy.
Logo pro kavárnu vytvořil malíř, grafik a ilustrátor Jiří Slíva.